# Jaume Desplà

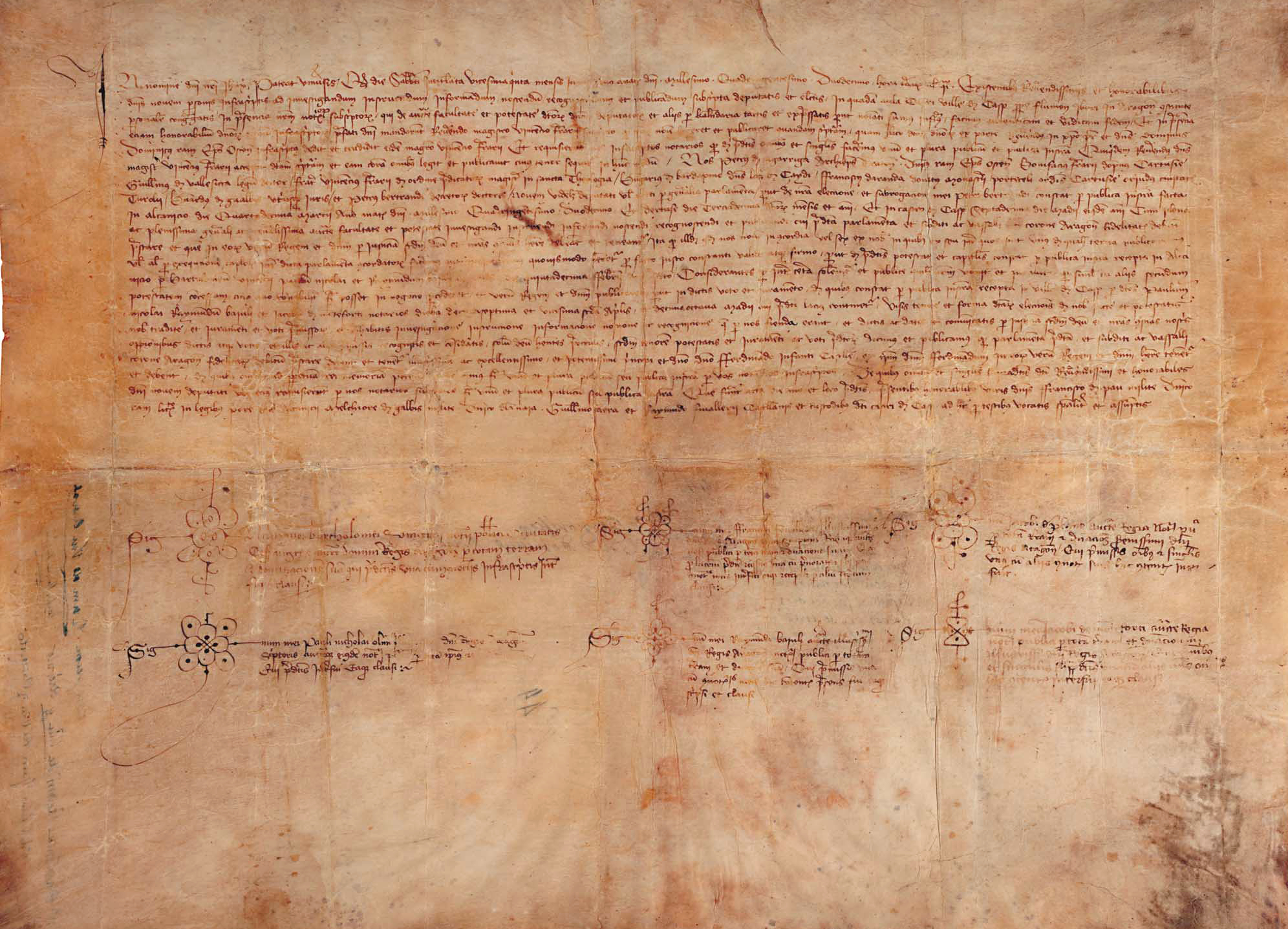
Acta notarial original del Compromiso de Caspe, en el que participó como escribano Jaume Desplà.

Jaume Desplà (ca. 1357 - 25 de junio de 1423) fue un notario y el primer archivero del Archivo del Reino de Valencia.
Fue nombrado notario en Valencia el 14 de febrero de 1382. A diferencia de lo que era común hasta entonces, cuando los notarios eran normalmente hijos de notarios, Desplà no parece que su parentesco se relacionara con personajes pertenecientes a clases acomodadas. Al contrario, su padre, Bernat Desplà, era tabernero. Desplà fue un escribano con una extensa cultura, pero también un funcionario fiel.
Tras la creación del Archivo del Reino de Valencia el 13 de septiembre de 1419, Desplà se convirtió en el primero en ocupar el cargo de archivero de la institución. Desplà ejercía, entonces como escribano del Consejo de la ciudad de Valencia, un cargo en el que había sucedido en Bertomeu de Vilalba, quien encabezó la Escribanía municipal durante más de treinta años, y que seguramente ejerció como uno de los maestros de Desplà en este oficio. Anteriormente, en 1412, estuvo en la villa de Caspe como escribano de las sesiones que se sucedieron para elegir un nuevo rey para la Corona de Aragón, además de ser uno de los suscriptores de la sentencia final del 28 de junio. El cargo de escribano del Consell, hasta la creación del Archivo Real, era el cargo más importante del Reino de Valencia a nivel de gestión documental.